# Kisapostag
Kisapostag község Fejér vármegyében, a Dunaújvárosi járásban.

## Fekvése
A Duna jobb partján, a Mezőföldön fekszik, Fejér, Bács-Kiskun és Tolna vármegyék hármashatárától alig néhány kilométerre északra, a térség legnagyobb településének számító Dunaújvárostól mintegy 6 kilométerre délre.
Nyugati határában a 6-os főút húzódik, amit északi határában az az M8-as autópálya keresztez, ami a Dunát a nem messze található Pentele híddal szeli át. Főutcája a 6-os főúttól a Dunáig húzódó 51 125-ös számú mellékút.
Belterületének déli széle lényegében egybeépült Baracs Üdülőtelep nevű településrészével, de közigazgatásilag nem tartoznak össze.

## Története
A területen már a bronzkorban is éltek emberek, akik az itt talált kerámiaedények után a kisapostagi kultúra nevet kapták. Későbbi emlékek közé sorolható a két római őrtoronymaradvány, amelyeket a 6-os út építése közben találtak. A négyszögű, 40–50 m oldalhosszúságú tornyok a 4. század második felében épültek fából, tetejüket tégla fedte, és árok vette őket körül. A főút 75,6 kilométerénél egy római eredetű mérföldkövet is találtak, amely szerint 51 mérföldre van Aquincumtól, mely Gordianus császár korából Kr. u. 239-ből származik. A 11. és a 13. század között a település a Veszprém-völgyi apácák birtoka volt, majd a Paksy család birtokrésze lett a terület a 14. században. Ebből a korból származnak azok a kemencék, amit az 1960-as években a Dunasoron tártak fel. Jelentős dunai átkelőhely volt itt, amit egy 1217-es oklevél bizonyít. A török időkben a terület elnéptelenedett, mint általában a Duna-menti települések. A fő hadiút erre haladt, az utánpótlási vonalak legkézenfekvőbb helye a Duna volt. A török dúlások után a 18. században a túlpartról érkező dunaegyháziak, apostagiak, dunavecseiek művelték a területet.
Egy 1782-es térképen már Egyház szalások néven szerepel (valószínűleg a német ajkú szerző elírása alapján). Egy későbbi 1858-as térkép Egyház szállások néven említi. Az 1882-es térképen már Kis Apostag a neve a falunak. 1867. november 26-áról dokumentumok bizonyítják, hogy Dunaegyházáról szlovák származású családok költöztek át a területre, akik már amúgy is vagy egy évszázada művelték az itteni földeket. 1891-ben közigazgatásilag Baracshoz csatolták, ettől kezdve lett önálló kisközség. 1900-ban még 58% tartotta magát szlovák nyelvűnek, de az asszimilálódás beindult. Napjainkra már csak családnevek emlékeztetnek a szlovák eredetre, igazán már senki nem tartja a hagyományokat. A második világháborúban németek és szovjet csapatok is beszállásolták ideiglenesen magukat a faluba. A falu fejlődése a háború után a Dunai Vasmű építésével párhuzamosan fellendült. A munkalehetőségek és a város léte pozitívan hatott a községre. Napjainkban a lakosság 1500 fő körül van.

## A Kisapostagi-sziget
Kisapostag közelében egy több névváltozatban is fellelhető dunai sziget helyezkedik el. Elnevezések: Apostagi-, Schalbert-, Salbert-, Scharbert, vagy Salabert-sziget. Jelenleg itt vezet keresztül az M8-as autópálya hídja.
1823-ban részletes térkép készült a területről (Duna Mappáció), amely még két erdővel borított szigetet tüntetett fel a helyszínen. Az egyik Apostagi-sziget néven, a másik pedig Rátz-sziget néven volt ismert. A térkép a Duna két partja, az Alföld és Solti-síkság közötti jelentős szintkülönbséget is kiemeli, ahol a dunántúli löszdombok akár 50 méterrel is a magasodhatnak a Duna vízszintje fölé. A közelben még egy harmadik sziget is felfedezhető volt, a Peba-sziget, amely 1823-ra összeforrt a Duna partjával. A későbbi évtizedekben Kisapostag előtt egy újabb homokpad képződött, és egy 1858-ban készült hajózási térképszelvényen a folyam és a település között nagyobb távolságot mutat. Ugyanakkor feltünteti a part menti hajómalmokat, a korabeli meder mélységét, és a szigetek helyén ártéri erdőt jelöl.
A táj képe a XX.századra jelentősen átalakul. Egy 1930-ban készült térkép kiemeli a megépült vízszabályozási műveket, amely a folyómedret leszűkítette és lezárta a mellékágakat. A három kisebb sziget helyén ekkor egyetlen nagyobb sziget volt található, a falu előtti homokpad pedig erdős területté vált. Erre az időszakra tehető a Nagy-sziget aranykora, amikor az idetelepedett Scharbert-család gazdálkodott a déli részén, illetve a mellékág lezárásának környéke cserkésztábornak adott helyet. A Református Keresztény Ifjúsági Egyesület (RKIE) már 1921-től alkalmi táborozási helyet alakított ki a területen, illetve önkéntes munkatáborokat szerveztek. Egy a Református Élet folyóiratban 1937-ben megjelent cikk a következőképpen számol be a táborhelyről: „… a Duna közepén levő sziget a maga bokraival, fűz- és ezüstnyárfáival, akácaival, friss levegőjével, mély áhítatos csendjével valami csodálatos légkört teremt az ottlévők között.” Gróf Teleki László 1943-ban A vecsei KIE-tábor című írásában fogalmazza meg: „…a magyar ifjúság legelhanyagoltabb rétegeinek: a napszámos, iparos és kereskedő ifjúságnak valóságos nemzetmentő állomása, hol beteg lelkek találnak gyógyulást…”.
A cserkésztáborok nyaranta voltak megszervezve, ahol számos pedagógus, író, és népdalgyűjtő megfordult, illetve maga gróf Teleki Pál kultuszminiszter, főcserkész is. A sziget 1938-ban nagy létszámú nemzetközi cserkésztábornak nyújtott helyet. 
Az 1950-es évekre erőteljes feliszaposodás kezdődött a sziget környékén. Ekkor a Sztálinvárosi Városgazdálkodási Vállalat kertészeti részlege működtetett nagyszabású gazdaságot a területen. A megtermelt árut Sztálinváros (a későbbi Dunaújváros) lakossága vásárolta fel. Az 1960-as években munkálatok kezdődtek a régi mellékágban. A Dunai Vasművek alatt az egykori Schalbert-majorság és a cserkésztelep környezete fenol és széniszap-tározóvá változott. A töltéseken átszivárgó zagy 1963-ban szétterült az állami gazdaság területén. A talaj mérgezetté vált, ráadásul kipusztult a sziget teljes élővilága. Az 1970-es években nyárfaültetvényt telepítettek a szennyezett szigetre, remélve, hogy parkerdővé növekedhet, de 1979-re a telep ismét kipusztult. A területre 1987-ben érkezett utoljára mérgező anyag, ekkortól kezdve a természet a saját erejéből próbált regenerálódni.
2011-ben a Dunaújvárosi Önkormányzat az egykori Schalbert major területét visszaadta Kisapostagnak. A település tervei között szerepel a terület korábbi funkcióinak visszaadása. Lenne itt horgászcsónak-kikötő, cserkészbázis, tanösvény, illetve az északi részen még vadászterület is.

## Közélete

### Polgármesterei
- 1990–1994: Áron József (független)[9]
- 1994–1998: Áron József (független)[10]
- 1998–2002: Schreiner Béla (független)[11]
- 2002–2006: Schreiner Béla (független)[12]
- 2006–2010: Schreiner Béla (független)[13]
- 2010–2013: Schreiner Béla (független)[14]
- 2013–2014: Nagy Attila (független)[15][16]
- 2014–2019: Nagy Attila (független)[17]
- 2019–2024: Nagy Attila (független)[18]
- 2024– : Nagy Attila (független)[1]

A településen 2013. június 30-án időközi polgármester-választást (és képviselő-testületi választást) kellett tartani, mert a helyi képviselő-testület április 3-án feloszlatta magát. A választáson az előző polgármester is elindult, de 46,5 %-os eredményével alulmaradt egyetlen kihívójával szemben.

## Népesség
A település népességének változása:
| Lakosok száma | 1385 | 1366 | 1374 | 1370 | 1458 | 1431 | 1426 |
|               | 2013 | 2014 | 2015 | 2021 | 2022 | 2023 | 2024 |

A 2011-es népszámlálás során a lakosok 83,7%-a magyarnak, 0,3% cigánynak, 0,4% lengyelnek, 1,2% németnek, 0,2% szerbnek mondta magát (16,3% nem nyilatkozott; a kettős identitások miatt a végösszeg nagyobb lehet 100%-nál). A vallási megoszlás a következő volt: római katolikus 24,9%, református 4,8%, evangélikus 8,3%, görögkatolikus 0,4%, felekezeten kívüli 27,7% (33,1% nem nyilatkozott).
2022-ben a lakosság 91,4%-a vallotta magát magyarnak, 1% németnek, 0,5% cigánynak, 0,1-0,1% lengyelnek és szlováknak, 2,3% egyéb, nem hazai nemzetiségűnek (8,6% nem nyilatkozott; a kettős identitások miatt a végösszeg nagyobb lehet 100%-nál). Vallásuk szerint 15% volt római katolikus, 6,7% evangélikus, 5,2% református, 0,6% görög katolikus, 0,5% egyéb keresztény, 0,5% egyéb katolikus, 30,5% felekezeten kívüli (40,7% nem válaszolt).

## Testvértelepülések
- Calamandrana
- Vágáshuta